# Коробковий хокей
Коробковий хокей (або шлокей) — активна гра руками, в яку грають двоє людей з ключками, шайбою та розділеною на відсіки коробкою (зазвичай 5—8 футів or 1,5—2,4 метра завдовжки), і зазвичай грають на відкритому повітрі. Мета гри полягає в тому, щоб просунути хокейну шайбу через центральні перегородки коробки, а потім через отвір, розташований на кожному кінці коробки, також відомий як ворота. Два гравці стоять один навпроти одного по обидва боки штрафного майданчика, і кожен намагається перемістити шайбу ліворуч від себе. Якщо гравцеві вдається вивести шайбу з штрафного майданчика через ворота, він заробляє одне очко (або гол). Перший гравець, який заб'є заздалегідь визначену кількість голів, виграє гру.

## Історія

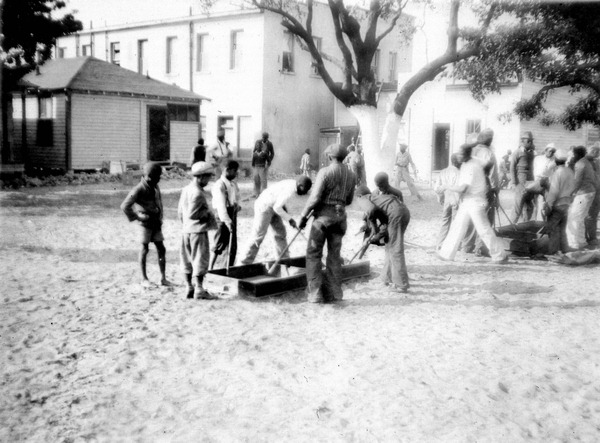
Гра в коробковий хокей для чотирьох гравців у Маямі, 1935 рік

Походження коробкового хокею маловідоме, але гра існує щонайменше з кінця ХІХ століття, як описано в різних книгах про ігри, таких як «Ігри для ігрового майданчика, дому, школи та спортзалу» (Jessie H. Bancroft, 1913) та «400 ігор для школи, дому та ігрового майданчика» (F.A. Owen Pub. Co., 1920).

Коробковий хокей був названий «грою місяця», опублікованою у другому томі «Рекреаційних посібників» за 1914 рік Департаментом соціології сільської місцевості Сільськогосподарського коледжу штату Нью-Йорк з наступним описом:
«Коробковий хокей — чудова активна гра для таборів для пікніків та дитячих майданчиків. Його також можна пристосувати для відпочинку в приміщенні, якщо підлогу, на якій грають, добре застелити старими килимами, щоб не пошкодити ключки».
«Обладнання: Візьміть два шматки [дошки] розміром 2 дюйми на 10 дюймів 8 або 10 футів [5 см × 25 см × 2,4 або 3,0 м] і два [торцеві] шматки 1 дюйм на 10 дюймів 4 фути [2,5 см × 25 см × 1,2 м] і зробіть прямокутну коробку, скріпивши їх між собою цвяхами-шпильками або прутами від вагонних ліжок. Візьміть ще одну дошку розміром 2 дюйми 10 дюймів 4 фути [5 см × 25 см × 1,2 м] і прибийте її до прямокутної рами, розділивши її на два рівних відсіки. На нижньому боці ящика виріжте отвір 3+1⁄2 дюйма біля основи і приблизно 2+1⁄2 дюйма заввишки [8,9 см × 6,4 см] в центрі кожної з торцевих дощок, а в нижній частині розділової дошки виріжте два таких отвори, які утворюють два рівних відсіки. Ці останні два отвори повинні бути на однаковій відстані від боків ящика. Тепер візьміть пару триметрових [91 см] палиць і старий бейсбольний м'яч, і ви готові до гри. Підійдуть майже будь-які палиці. Дуже добре підходять саджанці, зрізані під землею, щоб отримати вигин. Також чудово підійдуть дешеві комерційні хокейні ключки з лезом, посиленим втирком».
Близько 1937 року Мілтон Бредлі продав ігровий автомат для коробкового хокею (модель № 4125). До кінця 1930-х і до 1940-х років у містах не було рідкістю проводити молодіжні турніри з коробкового хокею, як-от у Редінгу, штат Пенсільванія, де місцева газета Reading Eagle повідомляла про переможців Ессікського майданчика та Оукбрука у випусках від 11 липня 1939 року, 4 липня 1941 року та 29 червня 1949 року.
До 1950-х років Sears & Roebuck продавала масово вироблену версію коробкового хокею за 50 центів. У середині 1950-х років дорослі клуби бокс-хокею в Юджині, штат Орегон, боролися за титул «чемпіонів клубів бокс-хокею Спрінгфілда».
У середині 1950-х років Ларрі Бест, директор з організації дозвілля школи для хлопчиків імені Мілтона Херші в Герші, штат Пенсильванія (школа імені Мілтона Герші була заснована в 1909 році Мілтоном С. Герші), у пошуках здорового і веселого дозвілля для учнів, дізнався про цю гру і представив її учням як частину програми літнього відпочинку. Було заохочено індивідуальну гру, а також шкільні турніри, і коробковий хокей все ще є активною програмою в школі, де майже 75 учнівських будинків (приблизно 16 учнів на будинок) сьогодні мають ігровий набір, виготовлений Box Hockey International, Inc.
Компанія World Wide Games, Inc. у Делавері, штат Огайо, виготовила хокейну коробку у формі валізи у 1965 році; одна з них виставлена в Музеї та Архіві ігор Елліотта Аведона.
У середині 1970-х — на початку 1980-х років хокей з м'ячем відродився у Сполучених Штатах, що було пов'язано з різким збільшенням фінансування та персоналу в муніципальних департаментах відпочинку та парків по всій країні, щоб знизити рівень молодіжної злочинності та насильства, які були поширені наприкінці 1960-х — на початку 1970-х років, шляхом проведення заходів, спрямованих на підтримання активності підлітків та їхньої соціальної активності.
У 1994 році Енді Броді заснував компанію Box Hockey International та почав просувати на ринку та масово виробляти більшу версію для підлогового покриття. Цей варіант гри має кілька стін із розташованими в шаховому порядку «мишачими норами», через які шайбу потрібно просунути, щоб досягти будь-яких воріт. Сьогодні багато дітей грають у більшій версії підлогового майданчика в літніх таборах по всій верхній частині Північної Америки, таких як табір Triumphant Life у долині Ларабі, Каліфорнія, Wilderness Northwest на Олімпійському півострові у штаті Вашингтон, та кемпінг Shady Hollow у Брейнерді, штат Міннесота. Коробковий хокей також використовується для тренувань спритності в хокейних школах та таборах по всій Канаді та США.
Ігри для коробкового хокею ручної роботи у стилі валіз досі можна придбати на заходах ремесел, таких як народний фестиваль Лоуелла в Лоуеллі, штат Массачусетс. Щороку вони також встановлюють близько десятка для гри під час святкувань.

## Сучасні правила
- На початку гри (і після кожного забитого гола) шайбу кладуть під центральний отвір. Кожен гравець стукає ключкою по дну коробки, а потім стукає по лезу суперника, повторюючи це тричі. Після третього дотику обидва гравці можуть йти за шайбою, і гра починається.
- Кожен гравець б'є по шайбі лезом ключки, намагаючись провести шайбу через отвори зліва від себе (див. схему) і вивести її з отвору в кінці коробки (ворота).
- Окрім просування шайби до власних воріт, кожен гравець може використовувати ключку, щоб заблокувати просування шайби суперника або вкрасти шайбу.
- Використовувати ключку для блокування воріт дозволено як зсередини, так і ззовні.
- Коли гравцеві вдається змусити шайбу вийти з коробки через ворота, він заробляє одне очко.
- Перший гравець, який набере одинадцять очок, виграє гру.

## Сучасне обладнання
Для гри необхідне наступне обладнання:
1. Коробка. Приблизно 2,4 м завдовжки, 1,0 м завширшки та 0,30 м заввишки, сконструйована з фанерним дном і трьома фанерними роздільниками (для створення чотирьох секцій у коробці). Кожен роздільник має один або кілька «мишачих нірок», які трохи ширші за шайбу.
2. Дві вкорочені хокейні ключки. Кожен гравець використовує одну ключку для флорболу (пластикову), чий держак було вкорочено до 30–46 см.
3. Одна хокейна шайба. Найкращим типом шайби для використання у бокс-хокеї є шайба для флорболу (пластикова, порожниста).